# Андріановичі
Андріа́новичі (рос. Андриановичи) — село у складі Сєровського міського округу Свердловської області.
Населення — 551 особа (2010, 596 у 2002).
Національний склад населення станом на 2002 рік: росіяни — 93 %.